# Ashes (песня Селин Дион)
«Ashes» — песня канадской певицы Селин Дион из саундтрека к фильму «Дэдпул 2». Релиз состоялся 3 мая 2018 года вместе с музыкальным видео с участием Дэдпула, которое сразу же стало вирусным. По словам Дэвида Литча, который режиссировал как фильм, так и музыкальное видео, эта песня является частью сюжета и темы фильма, вместо того, чтобы просто быть забавным музыкальным видео.

## Позиции в чартах
| Чарт (2018)                                      | Высшая позиция |
| ------------------------------------------------ | -------------- |
| Австралия (цифровые продажи) (ARIA)              | 23             |
| Бельгия (Ultratip Wallonia)                      | 32             |
| Великобритания (Official Charts Company)         | 97             |
| Канада (Canadian Hot 100)                        | 72             |
| Квебек (ADISQ)                                   | 1              |
| Новая Зеландия (чарт Heatseekers) (RMNZ)         | 8              |
| США (Bubbling Under Hot 100 Singles) (Billboard) | 19             |
| США (Adult Contemporary) (Billboard)             | 28             |
| Франция (цифровые продажи) (SNEP)                | 14             |
| Швейцария (Schweizer Hitparade)                  | 65             |
| Шотландия (Official Charts Company)              | 19             |